# 街头小子
《街头小子》是双玩家格斗游戏，任天堂制作并于1984年在红白机发行。游戏以1984年Game & Watch游戏《拳击》（又称《拳无虚发》）为灵感。这是任天堂的首款2D格斗游戏。游戏在多个平台重制或再版，包括任天堂对战系统、任天堂e-Reader、Wii和Wii U的Virtual Console，以及任天堂3DS的重制版。

## 外部連結
- 红白机40周年纪念活动网站上的《街头小子 （页面存档备份，存于）》（日語）